# Lett Wikipédia
A lett Wikipédia (lettül: Vikipēdija) a Wikipédia projekt lett nyelvű változata, egy szabadon szerkeszthető internetes enciklopédia. 2003-ban indult és 2009 májusában már több mint 21 000 szócikket tartalmazott.
Több mint 11 000 szerkesztője közül 17 rendelkezett adminisztrátori jogosultságokkal.

## Mérföldkövek
- 2003. június 6. - elindul az oldal
- 2006. szeptember. - Elkészül az 5 000. szócikk.
- 2007. július. - Elkészül a 10 000. szócikk.
- 2009. február 13. - Elkészül a 20 000. szócikk.
- Jelenlegi szócikkek száma: 136 866

## Külső hivatkozások
- A Lett Wikipédia kezdőlapja